# Llanberis Lake Railway
| Llanberis–Penllyn                          | Llanberis–Penllyn   |
| ------------------------------------------ | ------------------- |
| Lok DOLBADARN mit Zug im Bahnhof Llanberis |                     |
|                                            |                     |
| Streckenlänge:                             | 4 km                |
| Spurweite:                                 | 597 mm (Schmalspur) |
|                                            |                     |

Die Llanberis Lake Railway (walisisch: Rheilffordd Llyn Padarn) ist eine schmalspurige Museumsbahn, die auf einer Strecke von 4 km Länge am Nordufer des Llyn Padarn im Snowdonia National Park in Wales (Vereinigtes Königreich) verkehrt. Ihre Spurweite beträgt 597 mm. Ausgangspunkt ist der Ort Llanberis am östlichen Ende des Sees (Lage), westlicher Endpunkt ist Penllyn im Padarn Country Park (Lage). Die Fahrt dauert hin und zurück etwa 45 Minuten.

## Geschichte

### Frühe Vorschläge
Die Llanberis Lake Railway verläuft auf einem Teil der Trasse der stillgelegten Padarn Railway, einer Schmalspurbahn auf 1219 mm Spurweite, die den Dinorwic-Steinbruch mit Y Felinheli (Port Dinorwic) an der Menaistraße verband. Die Padarn Railway wurde im Oktober 1961 geschlossen und zwischen dem 16. Mai 1962 und dem Februar 1963 abgebaut. Danach gab es verschiedene Pläne, die Trasse für eine Touristenbahn auf 610 mm Spurweite zu nutzen. Der erste ernstzunehmende Versuch wurde von G. Ward, einem Ortsansässigen, gemacht, der eine Bahn rund um den Llyn Padarn unter Benutzung der Trassen der ehemaligen Zweigstrecke von British Rail nach Llanberis und der Padarn Railway vorsah. Dieser Plan hätte Gleismaterial und Lokomotiven aus dem Dinorwic-Steinbruch genutzt, aber die Gesellschaft verfolgte den Vorschlag nicht weiter.

### Schließung des Steinbruchs und Gründung der Eisenbahngesellschaft
Im Juli 1966 schlug A. Lowry Porter aus Southend-on-Sea eine kürzere Bahnstrecke auf der Trasse der Padarn Railway von den Werkstätten der Steinbruchgesellschaft in Gilfach Ddu nahe Llanberis bis nach Penllyn vor. Noch während die Verhandlungen mit der Gesellschaft andauerten, wurde der Steinbruch im Juli 1969 nach kurzfristiger Ankündigung geschlossen. Gwynedd County Council kaufte einen Teil des Geländes, um dort einen Country Park einzurichten. In den ehemaligen Werkstätten in Gilfach Ddu befindet sich heute das National Slate Museum.
Gelände und Einrichtungen des Steinbruchs wurden versteigert, und Lowry Porters im Entstehen begriffene Bahngesellschaft kaufte drei Dampflokomotiven und eine Diesellokomotive für den Einsatz auf der geplanten Strecke. Im Juni 1970 kaufte das County Council die Trasse der Padarn Railway und gestattete der neuen Bahngesellschaft ihre Benutzung.
Schon bald konnte die Diesellok für den Gleisbau genutzt nutzt werden. Gleichzeitig wurde die erste Dampflok, DOLBADARN, wieder betriebsfähig hergerichtet. Die neue Strecke wurde in der Spurweite 597 mm und nicht in der eher ungewöhnlichen Spurweite von 578 mm erbaut, die im Steinbruch benutzt worden war. Dies machte eine Umspurung des gesamten Rollmaterials einschließlich der Lokomotiven erforderlich. Während des Jahres 1970 machte der Gleisbau Fortschritte, wobei gebrauchtes Material aus verschiedenen Quellen verwendet wurde.
Auf der Unterkonstruktion vorhandener Drehgestellwagen wurden neue Personenwagen gebaut. Die ersten Versuche erwiesen sich als unbefriedigend – die Wagen tendierten auf Grund ihrer sehr steifen Bauart zum Entgleisen. Dies führte zu einer Verzögerung der Eröffnung und erforderte nochmaligen Umbau.

### Frühe Jahre
Die Bahn wurde offiziell am 28. Mai 1971 eröffnet, aber wegen der Notwendigkeit, die Personenwagen noch einmal umzubauen, verkehrten vor dem 19. Juli 1971 keine öffentlichen Züge. Am Ende der ersten Saison waren mehr als 30.000 Personen befördert worden. Im Winter 1971 wurden die Gleise bis zum aktuellen Endpunkt in Penllyn verlängert. Zu Beginn der Saison 1972 wurde eine zweite Dampflokomotive, RED DAMSEL, unter dem neuen Namen ELIDIR wieder in Betrieb genommen werden. Im gleichen Jahr kam auch MAID MARIAN hinzu sowie eine weitere Tenderlok von Jung aus Deutschland.

### Verlängerung nach Llanberis
Im Juni 2003 wurde die Strecke nach Llanberis verlängert, wo ein neuer Bahnhof in der Nähe des Talbahnhofs der Snowdon Mountain Railway entstand. Der ursprüngliche Endbahnhof in Gilfach Ddu ist jetzt ein Durchgangsbahnhof, von dem aus das National Slate Museum bequem erreichbar ist. Auf der Rückfahrt von Penllyn können die Passagiere ihre Fahrt am Haltepunkt Cei Llydan unterbrechen, um dort zu picknicken und den großartigen Anblick der Berge von Snowdonia zu genießen.

## Lokomotiven
Die Bahngesellschaft besitzt drei Dampflokomotiven (ELIDIR, THOMAS BACH und DOLBADARN), die alle aus dem Dinorwic-Steinbruch stammen und ursprünglich auf einer Spurweite von 578 mm liefen. Eine weitere Dampflok, MAID MARIAN, wurde 1975 an die Bala Lake Railway abgegeben. Daneben gibt es vier Dieselloks, die für Arbeitszüge eingesetzt werden sowie als Ersatz vor Personenzügen, wenn nicht genügend Dampfloks zur Verfügung stehen.

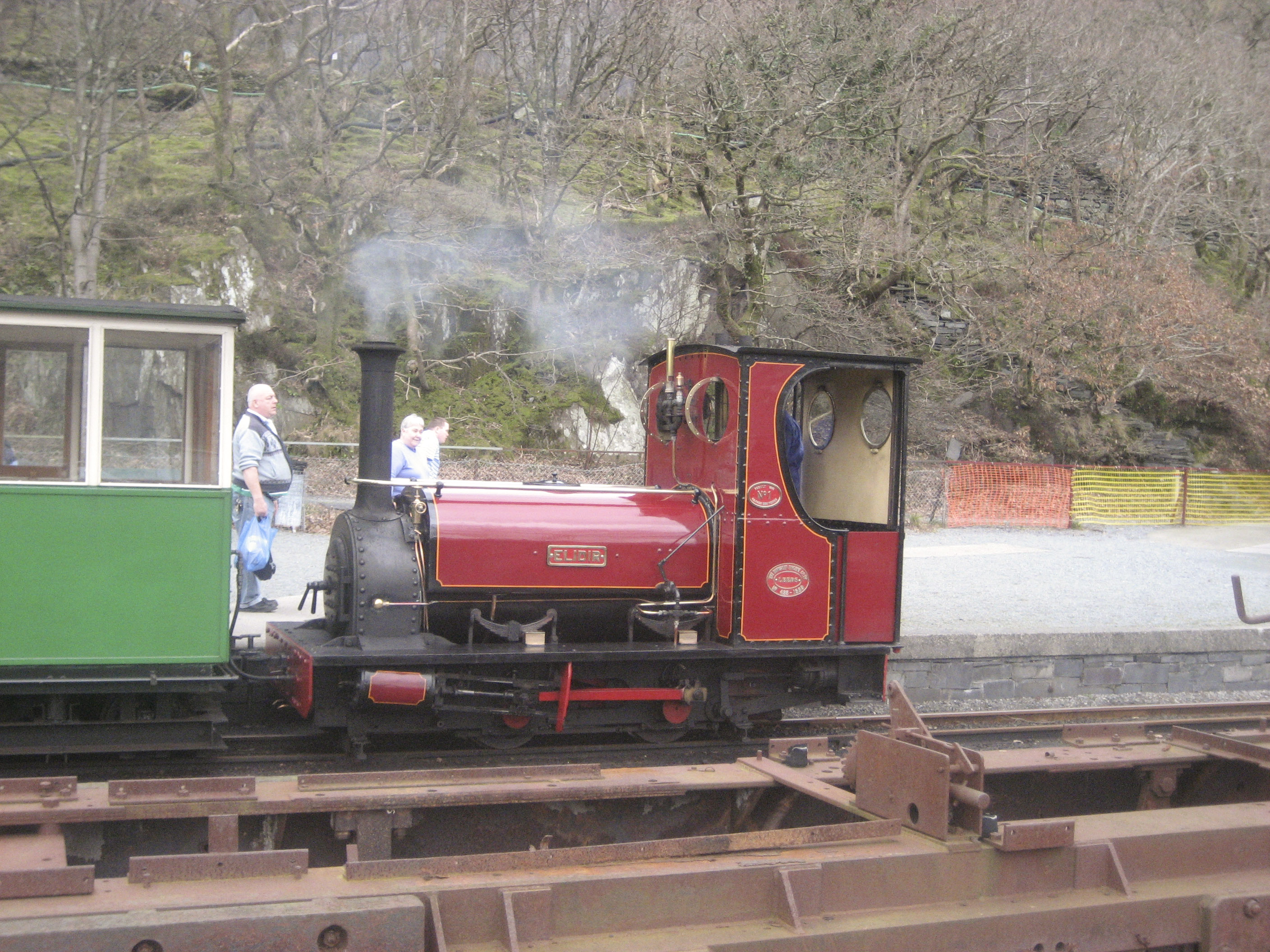
ELIDIR
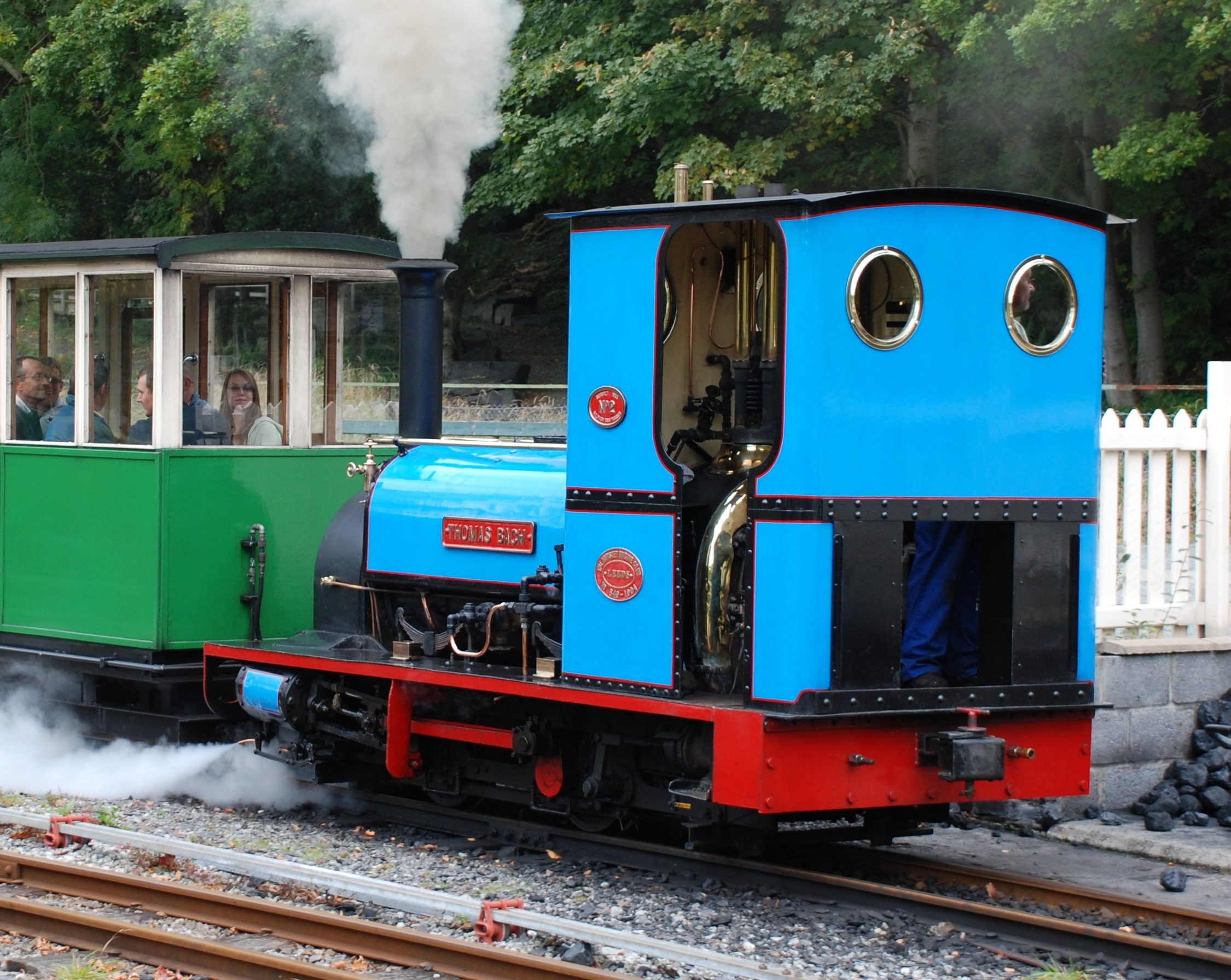
THOMAS BACH
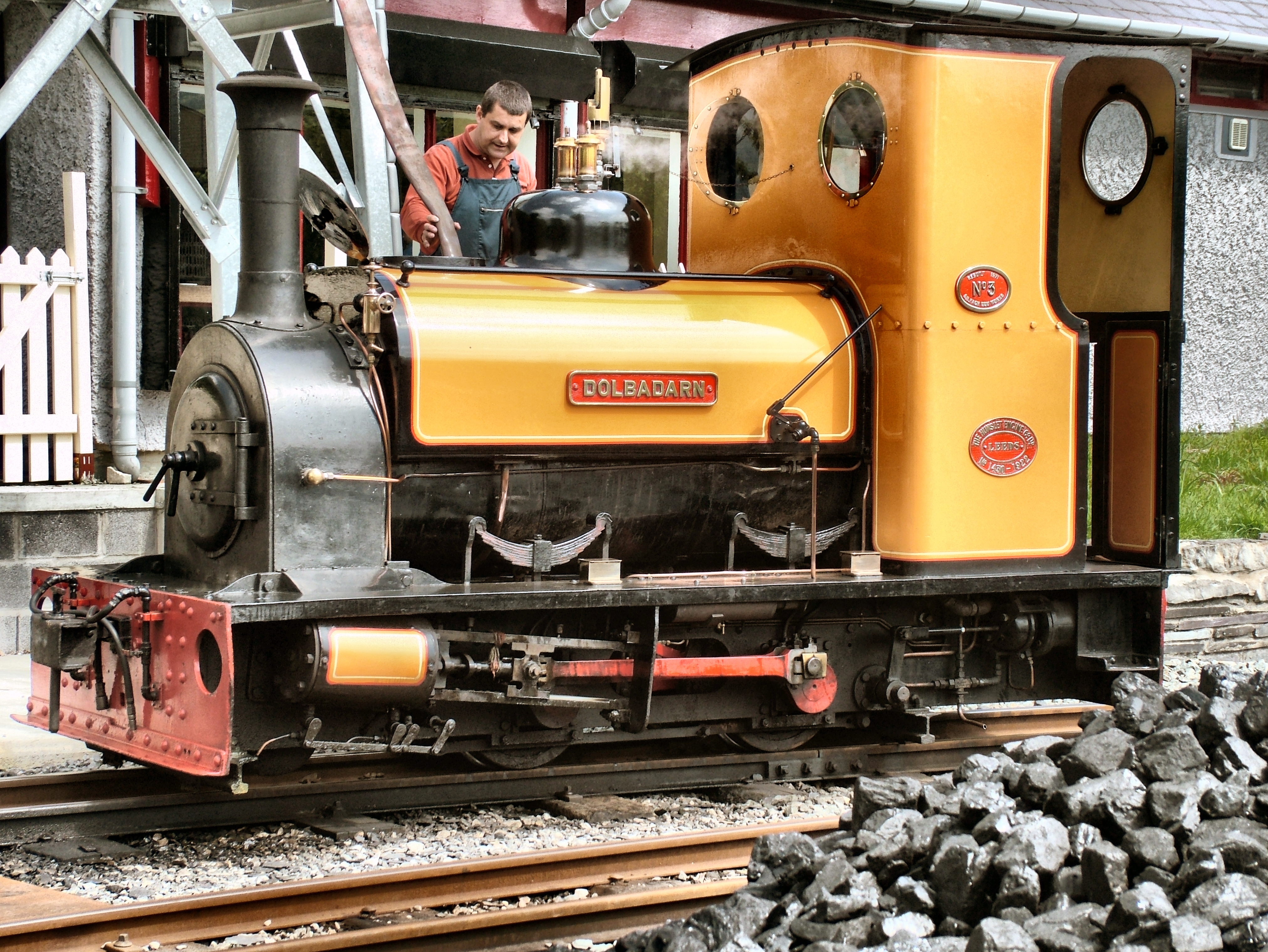
DOLBADARN